# Yes, Madam?
Yes, Madam? (Sim, Senhora?) é um filme de comédia musical britânico de 1939, dirigido por Norman Lee e estrelado por Bobby Howes, Diana Churchill e Wylie Watson. Foi adaptado de um romance de K.R.G. Browne.

## Elenco
- Bobby Howes ... Bill Quinton
- Diana Churchill ... Sally Gault
- Wylie Watson ... Albert
- Bertha Belmore ... Emily Peabody
- Vera Pearce ... Pansy Beresford
- Billy Milton ... Tony Tolliver
- Fred Emney ... Sir Charles Drake-Drake
- Cameron Hall ... Catlett